# Московський сторожовий собака
Московський сторожовий собака — порода собак з групи молосів. Міжнародною Кінологічною Федерацією порода офіційно не визнана.

## Походження
Породу вивели в післявоєнні роки у військовому розпліднику «Красная звєзда» (керівник Г. П. Медведєва), де як вихідні були взяті три породи: сенбернар, кавказька вівчарка і російський рябий гончак. Новий вид поєднував у собі гарну зовнішність сенбернара, невибагливість утримання та недовірливість до сторонніх кавказького вівчара, хороший нюх, жвавість і витривалість російських рябих гончаків.

## Опис[2]
Конституція: Шкіра груба, складчаста. Кістяк грубий, масивний. Мускулатура рельєфна, добре розвинута.
Висота в холці: пси: від 66 см, суки: від 63 см.
Шерсть: довга, густа. Підшерстя розвинуте добре. Волосся хвилясте або пряме; на вухах, шиї, кінцівках і хвості подовжене.
Колір: білий з рудими або бурими плямами, або рудо-рябий.
Голова: крупна, масивна. Череп широкий, лоб випуклий. перехід до морди глибокий, добре виражений.
Морда: коротка, дещо піднята. Губи вологі, грубі, відвислі, не перекривають нижню щелепу.
Вуха: висячі, трикутні, посаджені високо.
Очі: круглі, темні, поставлені прямо. Віки підтягнуті.
Мочка носа: чорна, крупна.
Зуби: білі, великі. Прикус ножницеподібний.
Шия: помірно довга. поставлена високо.
Грудна клітка: широка, глибока, розширюється в напрямку до живота. Ребра випуклі.
Живіт: підтягнутий.
Холка: рельєфна.
Спина: міцна, пряма, з добре розвиненими м'язами.
Поперек: короткий, дещо випуклий.
Круп: широкий, поставлений горизонтально.
Хвіст: кінцем досягає скакальних суглобів, в спокійному стані опущений і зігнутий гачком, при збудженні підіймається серпом вище лінії спини.
Передні кінцівки: Прямі, паралельні. Внутрішній кут плечового суглоба близько 100°. Передпліччя грубе, округле. П'ясті грубі. Зап'ясті широкі.
Задні кінцівки: Прямі, паралельні. Кути колінних і скакальних суглобів випрямлені.
Лапи: крупні, зжаті в грудку.
Рух: типовий алюр — галоп.

## Згадки в культурі
- Мультфільм — Полкан и Шавка по однойменній байці Сергія Михалкова